# Adolf Hitler Uunona
Adolf Hitler Uunona (ur. 1965/1966 w Afryce Południowo-Zachodniej) – namibijski polityk, członek partii SWAPO.

## Życiorys

### Kariera polityczna
Adolf Uunona rozpoczął karierę polityczną jako aktywista przeciwko apartheidowi w Afryce Południowo-Zachodniej (dzisiejszej Namibii) w okresie rządów apartheidu w Południowej Afryce. Jest radnym miasta Ompundja (region Oshana) od 2005 roku. Wygrał wtedy wybory samorządowe zdobywając 1697 głosów. Uunona kandydował w wyborach na radnego w okręgu Ompudija także w 2020 roku. Na karcie do głosowania nie pojawiły się jego pełne imię i podwójne nazwisko tylko „Adolf H. Uunona”. Zostały one ujawnione po opublikowaniu oficjalnych wyników wyborów. Adolf Uunona zwyciężył w wyborach, zdobywając 1196 głosów (85% wszystkich głosów). Jego przeciwnik, Mumbala Abner z partii Independent Patriots for Change, zdobył 213 głosów. Po wyborach Uunona stał się popularny, szczególnie za sprawą swojego imienia. Opisywały go światowe (w tym polskie) media.

## Imię
Uunona zwrócił na siebie uwagę Internetu na całym świecie po zwycięstwie w wyborach samorządowych w 2020 roku, ze względu na częściową zbieżność jego personaliów z Adolfem Hitlerem (przywódcą III Rzeszy). W wywiadzie dla niemieckiej gazety Bild stwierdził, że „dopiero jako nastolatek zdał sobie sprawę, czyje imię nadał mu ojciec”. Powiedział także: 

To było dla mnie całkowicie normalne imię jako dziecko. Dopiero gdy dorastałem, zdałem sobie sprawę: ten człowiek chciał podporządkować sobie cały świat. Nie mam nic wspólnego z żadną z jego cech... Mój ojciec nazwał mnie po tym człowieku. Prawdopodobnie nie rozumiał, co reprezentował Adolf Hitler. Nie oznacza to, że dążę do dominacji nad światem.

Zaznaczył również, że jest już za późno, aby zmienić swoje imię. Oficjalnie przedstawia się jako Adolf Uunona.
Namibia była niemiecką kolonią i niemieckie imiona, takie jak Adolf, nie są tam rzadkością.